# Хрватска на Летњим олимпијским играма 1992.
Хрватска је први пут самостално учествовала на Летњим олимпијским играма одржаним 1992. године у Барселони, Шпанија. Претходно, хрватски спортисти који су учествовали на олимпијским играма такмичили су се под заставама Аустрије, Мађарске и Југославије. Хрватску је представљало 39 спортиста (36 мушкараца и 3 жене) који су се такмичили у 11 спортова.
Двојица спортиста ван овог броја такмичила су се у теквонду који је био демонтрациони спорт. У званични програм Игара укључен је 8 година 2000.
Најмлађи учесник био је Горан Пуљко са 14. година и 233 дана, који се такмичио у веслању (кормилар), а најстарији стонотенисер Драгутин Шурбек 45 година и 355 дана.
Хрватски олимпијци су освојили укупно 3 медаље (1 сребрну и 2 бронзане) и на листи освајача медаља делили су 44. место. Прву медаљу за Хрватску освојио је мушки тениски дубл Горан Иванишевић и Горан Прпић.
Заставу Хрвањтске на свечаном отварању Олимпијских игара 1992. носио је тенисер Горан Иванишевић.

## Учесници по спортовима
| Спорт         | Мушкарци | Жене | Укупно |
| ------------- | -------- | ---- | ------ |
| Атлетика      | 2        | 0    | 2      |
| Бокс          | 1        | 0    | 1      |
| Веслање       | 7        | 0    | 7      |
| Једрење       | 3        | 0    | 3      |
| Кајак и кану  | 4        | 0    | 4      |
| Коњички спорт | 1        | 0    | 1      |
| Кошарка       | 12       | 0    | 12     |
| Рвање         | 1        | 0    | 1      |
| Стони тенис   | 2        | 0    | 2      |
| Стрељаштво    | 1        | 3    | 4      |
| Тенис         | 2        | 0    | 2      |
| Укупно(11)    | 36       | 3    | 39     |

## Освајачи медаља

### Сребро
- Кошаркашка репрезентација Хрватске — Кошарка, мушкарци

### Бронза
- Горан Иванишевић — Тенис, појединачно
- Горан Иванишевић и Горан Прпић — Тенис, парови

## Резултати

### Мушкарци
| Атлетичар     | Дисциплина   | Лични рекорд | Квалификације | Квалификације | Полуфинале       | Полуфинале       | Финале               | Финале       | Детаљи |
| Атлетичар     | Дисциплина   | Лични рекорд | Резултат      | Место         | Резултат         | Место            | Резултат             | Место        | Детаљи |
| ------------- | ------------ | ------------ | ------------- | ------------- | ---------------- | ---------------- | -------------------- | ------------ | ------ |
| Бранко Зорко  | 1.500 м      | 3:35,09      | 3:44.47       | 3. у гр. 2 КВ | 3:39,71          | 7. у пф. 12      | Није се квалификовао | 18 / 48 (51) |        |
| Иван Мустапић | бацање копља | 82,70 НР     | 77,50         | 9. у гр. А    | Није се пласирао | Није се пласирао | Није се пласирао     | 18 / 33      |        |

### Бокс
| Дисциплина | Позиција | Боксер         | Први круг                   | Други круг                  | Финале      |
| ---------- | -------- | -------------- | --------------------------- | --------------------------- | ----------- |
|            |          |                |                             |                             |             |
| Бокс, 91 kg  | —        | Жељко Мавровић | Поб. - Хулстром (Дан) (2:0) | Изг. — Николсон (САД) (0:2) | Није се кв. |
|            |          |                |                             |                             |             |

### Кошарка
| Екипа    | Група А        | Група А      | Група А         | Група А         | Група А        | Четвртфинале       | Полуфинале            | Финале       |
| -------- | -------------- | ------------ | --------------- | --------------- | -------------- | ------------------ | --------------------- | ------------ |
|          |                |              |                 |                 |                |                    |                       |              |
| Хрватска | Бразил (93:76) | САД (70:103) | Шпанија (88:77) | Немачка (99:78) | Ангола (73:64) | Аустралија (98:65) | Уједињени тим (75:74) | САД (85:117) |
|          |                |              |                 |                 |                |                    |                       |              |

→  Сребрна медаља
- Састав тима:

- Владан Алановић
- Фрањо Араповић
- Данко Цвјетичанин
- Алан Грегов
- Аријан Комазец
- Тони Кукоч
- Арамис Наглић
- Велимир Перасовић
- Дражен Петровић
- Дино Рађа
- Стојко Вранковић
- Жан Табак

### Тенис
| Позиција | Тенисер                      | 1. коло          | 2. коло                       | Осмина финала                     | Четвртфинале              | Полуфинале                   | Финале      |
| -------- | ---------------------------- | ---------------- | ----------------------------- | --------------------------------- | ------------------------- | ---------------------------- | ----------- |
|          |                              |                  |                               |                                   |                           |                              |             |
|          | Горан Иванишевић             | Мота (ПОР) (3:2) | Хархус (ХОЛ) (3:2)            | Хласе (ЧЕХ) (3:2)                 | Санторо (ФРА)(3:2)        | Росет (ШВА) (0:3)            | Није се кв. |
|          | Горан Иванишевић Горан Прпић | —                | Хархус -Коверманс (ХОЛ) (3:1) | Сухарјади - Вирјавади (ИНА) (3:0) | Кришнан - Пес (ИНД) (3:1) | Фереира - Норвал (ЈАР) (2:3) | Нису се кв. |
|          |                              |                  |                               |                                   |                           |                              |             |